# Wayne Grudem
Wayne A. Grudem (Chippewa Falls, Wisconsin; 11 de febrero de 1948) es un teólogo, misionero, escritor, erudito bíblico y predicador calvinista estadounidense conocido por  ser el cofundador del Consejo sobre la masculinidad y la feminidad bíblicas y por su desempeñó como editor general de la Biblia de estudio ESV .

## Biografía
Wayne A. Grudem nació en Chippewa Falls, Wisconsin, Estados Unidos, el 11 de febrero de 1948 . Cuando era niño, asistió a la Primera Iglesia Bautista en Eau Claire, Wisconsin, tiene una licenciatura en economía de la Universidad de Harvard , un Magíster de Divinidad y un título de Divinitatis doctor del Seminario Teológico de Westminster y un Philosophiæ doctor en estudios del Nuevo Testamento de la Universidad de Cambridge .
En 2001, Grudem se convirtió en profesor de investigación de teología y estudios bíblicos en el Seminario de Phoenix. Antes de eso, había enseñado durante 20 años en Trinity Evangelical Divinity School , donde fue presidente del departamento de teología bíblica y sistemática .
Grudem sirvió en el comité que supervisó la traducción de la Biblia en la Versión Estándar en Inglés , y de 2005 a 2008 se desempeñó como editor general de la Biblia de Estudio ESV de 2.1 millones de palabras (que fue nombrada "Libro Cristiano del Año 2009" por la revista Evangelical Asociación de Editores Cristianos ). En 1999 fue presidente de la Sociedad Teológica Evangélica. Grudem anunció haber sido diagnosticado con la enfermedad de Parkinson el 22 de diciembre de 2015.
El 28 de julio de 2016, Grudem publicó un artículo de opinión en Townhall llamado "Por qué votar por Donald Trump es una opción moralmente buena".  El 9 de octubre, el artículo fue retirado y reemplazado por uno titulado "El carácter moral de Trump y la elección".  El 19 de octubre, se restableció el artículo original y se publicó otro, titulado "Si no le gusta ninguno de los candidatos, entonces vote por las políticas de Trump".  Grudem apoyó la reelección de Donald Trump en 2020.

## Teología
Es autor de varios libros, incluido Teología sistemática : una introducción a la doctrina bíblica , que aboga por una soteriología calvinista , la inspiración verbal plenaria y la infalibilidad de la Biblia, el bautismo de creyentes, una forma de gobierno de la iglesia de ancianos plurales, continuidad de dones espirituales y el punto de vista complementario. de las relaciones de género . La teología sistemática es un libro de texto de teología de gran influencia que ha vendido cientos de miles de copias. Grudem sostiene que en un momento fue un partidario calificado de la Vineyard Movement  y uno de los principales apologistas y portavoces de la reunificación de iglesias carismáticas, reformadas y evangélicas .
En su método teológico, Grudem tiene como objetivo compilar lo que dice toda la Biblia sobre un tema determinado. Aplicó este enfoque en su Teología Sistemática y ahora lo ha hecho más recientemente en Ética Cristiana . Grudem describe la tarea de reunir versículos y pasajes de la Biblia en la analogía de un "rompecabezas".  Esta forma de desplegar las escrituras ha sido criticada. Carl Braatan, un luterano ecuménico, sostiene que Grudem "amontona textos de prueba bíblicos con una alegre indiferencia hacia la erudición crítica"; su "método está cautivo de la noción fundamentalista de que el canon de los textos bíblicos y su interpretación pueden separarse de la comunidad que determinó la canonicidad en primer lugar".

### Género
Grudem es cofundador y expresidente del Consejo sobre la masculinidad y la feminidad bíblicas. También editó (con John Piper ) recuperando la masculinidad y la feminidad bíblicas (que fue nombrado "Libro del año" por Christianity Today en 1992).
Toda la investigación de Grudem sobre temas relacionados con el género está ahora contenida en su principal obra de referencia El feminismo evangélico y la verdad bíblica: un análisis de más de 100 preguntas en disputa (Multnomah, 2004; Crossway , 2012).

## Obras
En los últimos años, las publicaciones de Grudem se han centrado en la aplicación de las enseñanzas éticas de la Biblia a áreas más amplias de la cultura, incluidos el gobierno y la economía.

### Libros
- (1982). El don de profecía en 1 Corintios . Washington, DC: University Press of America. ISBN 978-0-81912083-0. OCLC  7975367 Grudem, Wayne
- (1988). El don de profecía en el Nuevo Testamento y en la actualidad . Westchester, IL: Crossway Books. ISBN 978-0-89107495-3. OCLC  21874389
- (1988). 1 Pedro: introducción y comentario . Comentarios del Nuevo Testamento de Tyndale . 17 . Downers Grove, IL: InterVarsity Press. ISBN 978-0-83082996-5. OCLC  836536171
- (1994). Teología sistemática: una introducción a la doctrina bíblica . Leicester, Inglaterra y Grand Rapids, MI: Inter-Varsity Press y Zondervan. ISBN 978-0-95840603-1. OCLC  1036867839
- (1999). Purswell, Jeff (ed.). Doctrina Bíblica: enseñanzas esenciales de la fe cristiana . Grand Rapids, MI: Zondervan. ISBN 978-0-31022233-0. OCLC 39523561 Condensed Versión condensada de la teología sistemática
- ; Poythress, Vern S. (2000). La controversia bíblica de género neutro: silenciar la masculinidad de las palabras de Dios . Nashville, TN: Broadman y Holman. ISBN 978-0-80542441-6. OCLC  44413980
- 2003). Negocios para la gloria de Dios: la enseñanza de la Biblia sobre la bondad moral de los negocios . Wheaton, IL: Crossway Books. ISBN 978-1-58134517-9. OCLC  53131744
- (2004). Feminismo evangélico y verdad bíblica: un análisis de más de cien cuestiones en disputa . Hermanas, OR: Editores de Multnomah. ISBN 978-1-57673840-5. OCLC  54897906 Segunda edición Crossway, 2012.
- (2004) Poythress, Vern S. La TNIV y la controversia bíblica de género neutro . Nashville, TN: Broadman y Holman.  ISBN 978-0-80543193-3. OCLC  57320504
- (2005) Grudem, Elliot . Creencias cristianas: veinte conceptos básicos que todo cristiano debe conoce Grand Rapids, MI: Zondervan.  ISBN 978-0-31025599-4. OCLC  60743141 Edición revisada y condensada de Bible Doctrine .
- (2005) Thacker, Jerry . ¿Por qué es tan importante mi elección de una traducción de la Biblia? . El Consejo sobre la masculinidad y la feminidad bíblicas. ISBN 978-0-97739680-1.
- (2006). Feminismo evangélico: ¿Un nuevo camino hacia el liberalismo? . Wheaton, IL: Crossway Books. ISBN 978-1-58134734-0. OCLC  65537846
- (2010). Política según la Biblia: un recurso integral para comprender los problemas políticos modernos a la luz de las Escrituras . Grand Rapids, MI: Zondervan. ISBN 978-0-31033029-5. OCLC  555625189
- (2010). Contrarrestar las afirmaciones del feminismo evangélico: más de 40 respuestas bíblicas . Crown Publishing. ISBN 978-0-30756215-9
- (2012). Votar como cristiano: cuestiones económicas y de política exterior . Grand Rapids, MI: Zondervan. . ISBN 978-0-31049603-8  Extracto condensado de Política - Según la Biblia .
- .(2012). Votar como cristiano: los problemas sociales . Grand Rapids, MI: Zondervan. ISBN 978-0-310-49602-1. Extracto condensado de Política - Según la Biblia
- (2013). Asmus, Barry  La pobreza de las naciones: una solución sostenible . Wheaton, IL: Crossway Books.  ISBN 978-1-43353911-4. OCLC  828143277
- (2016). Teología de la "gracia gratuita": 5 formas en que disminuye el evangelio . Wheaton, IL: Crossway Books.  ISBN 978-1-4335-5114-7.
- (2016).Piper, John  Cincuenta preguntas cruciales: una descripción general de las preocupaciones centrales sobre la masculinidad y la feminidad . Wheaton, IL: Crossway Books.  ISBN 978-1-43355184-0.
- (2017). Moreland, JP; Meyer, Stepen C .; Shaw, Christopher; Gauger, Ann K.  Evolución teísta: una crítica científica, filosófica y teológica . Wheaton, IL: Crossway Books. ISBN 978-1-43355286-1.
- (2018). Ética cristiana: una introducción al razonamiento moral bíblico . Wheaton, IL: Crossway Books. ISBN 978-1-43354965-6.

### como editor
- (1991). Piper, John , eds.  Recuperación de la masculinidad y feminidad bíblicas: una respuesta al feminismo evangélico  Wheaton, IL: Crossway Books ISBN 9780891075868. OCLC  22629898
- (1996).ed.  ¿Son los dones milagrosos para hoy ?: cuatro vistas . Grand Rapids, MI: Zondervan.. ISBN 9780310201557. OCLC  34691457
- (2003). Rainey, Dennis , eds.  Liderazgo pastoral para la masculinidad y la feminidad . Fundamentos de la familia. 4 . Wheaton, IL: Crossway Books. ISBN 9781433516313.
- (2012). Collins, C. John ; Schreiner, Thomas R. eds.  Comprensión de las Escrituras: una descripción general del origen, la confiabilidad y el significado de la Biblia . Wheaton, IL: Crossway Books.  ISBN 9781433529993. OCLC  746833655
- (2012). Collins, C. John ; Schreiner, Thomas R. eds. Comprender el panorama general de la Biblia: una guía para leer bien la Biblia . Wheaton, IL: Crossway Books. ISBN 9781433531620. OCLC  767974206

### Artículos y capítulos
- (1985). "¿Kephalē ('cabeza') significa 'fuente' o 'autoridad sobre' en la literatura griega? - un estudio de 2.336 ejemplos". En George W. Knight III (ed.). La relación de roles de hombres y mujeres: enseñanza del Nuevo Testamento . Chicago, IL: Moody Press.  ISBN 9780802473691. OCLC  11785448
- (2012). "Evidencia bíblica de la eterna sumisión del Hijo al Padre" En Dennis W. Jowers; H. Wayne House (eds.). ¿El nuevo subordinacionismo evangélico? Perspectivas sobre la igualdad de Dios Padre y Dios Hijo . págs. 223-261.ISBN 978-1-60899-852-4.
- (2012). "La versión estándar en inglés (ESV)". En Köstenberger, Andreas J .; Croteau, David A. (eds.). ¿Qué traducción de la Biblia debo usar ?: Una comparación de 4 versiones principales recientes . Nashville, TN: Grupo editorial de B&H. ISBN 9781433676468.

### Enseñanzas en DVD
- Curso de discipulado en DVD sobre creencias cristianas

### Revistas
- Fundamentos bíblicos para la masculinidad y la feminidad (editor)